# Ramon Solanich Riera
Ramon Solanich Riera (l'Hospitalet de Llobregat, 1921-1998) fou un metge i polític català, alcalde de l'Hospitalet de Llobregat durant el franquisme.
El seu pare fou un tècnic mecànic assassinat el 1938, i el seu germà Juan era gerent del Col·legi Tecla Sala, fundat a l'Hospitalet el 1954 per la seva tieta Tecla Sala i Miralpeix.
Com a metge digestòleg fou titular del Seguro Obligatorio de Enfermedad a diverses empreses de la seva ciutat. Tot i que inicialment el càrrec d'alcalde era destinat al seu germà Juan, finalment fou proposat ell després de les converses entre els empresaris locals Francisco Luis Rivière Manén i Layola Bassas amb el delegat local de la Central Nacional Sindical, que aconseguiren el vistiplau del governador civil Felipe Acedo Colunga.
Durant el seu mandat la ciutat arribaria a créixer fins als 130.000 habitants (1962), provocant problemes de serveis públics i escolarització. Com a president del Patronat de Santa Maria de Bellvitge encarregà la restauració de l'ermita de Bellvitge a l'arquitecte municipal Manuel Puig i Janer i al pintor Joan Commeleran i Carrera.
A les eleccions generals espanyoles de 1977 es presentaria en les llistes d'Alianza Popular-Convivencia Catalana per la província de Barcelona el lloc número 22.